# Olaf Groehler
Olaf Groehler (* 28. April 1935 in Berlin; † 27. Dezember 1995 ebendort) war ein deutscher Militärhistoriker in der DDR. Sein Hauptarbeitsgebiet war die Geschichte des Luftkriegs zwischen 1914 und 1945.

## Leben
Olaf Groehler wurde als zweiter Sohn des Angestellten Otto Groehler und seiner Frau Elsbeth in Berlin-Charlottenburg geboren. Er besuchte von 1941 bis 1943 die 9. Volksschule in Berlin; nach der Evakuierung der Familie die Volksschulen in Edersleben und Esperstedt. Nach der Rückkehr nach Berlin 1946 und dem Abitur an der Pasteur-Oberschule 1953 studierte Groehler bis 1957 Geschichte an der Humboldt-Universität in Berlin. Anschließend arbeitete er drei Jahre lang als Redakteur und später als Lektor in der Redaktion Militärgeschichte des Verlages des Ministeriums für Nationale Verteidigung der DDR. Ab 1960 war Groehler wissenschaftlicher Assistent in der Abteilung Deutsche Geschichte 1917–1945 an der Akademie der Wissenschaften der DDR, wo er 1961 in die außerplanmäßige wissenschaftliche Aspirantur aufgenommen wurde. Im Oktober 1964 wurde er mit einer von Heinrich Scheel betreuten Studie über die britische und amerikanische politische und militärische Vorbereitung auf die Zweite Front an der Humboldt-Universität zum Dr. phil. promoviert. 1972 erfolgte die ebenfalls von Scheel begutachtete Habilitation (Promotion B) am Zentralinstitut für Geschichte (ZIG) der Akademie der Wissenschaften über die Dialektik von Politik und Luftkrieg. 1983 wurde Groehler zum Professor für Deutsche Geschichte an die Akademie der Wissenschaften berufen. Dort wurde er Leiter des Wissenschaftsbereiches Deutsche Geschichte 1917–1945 des Zentralinstituts für Geschichte. Von 1985 bis 1990 war er stellvertretender Direktor des Zentralinstituts für Geschichte.
Nach 1990 arbeitete er am Forschungsschwerpunkt Zeithistorische Studien in Potsdam, bis 1994 seine Tätigkeit für das Ministerium für Staatssicherheit (MfS) als inoffizieller Mitarbeiter (IM) bekannt wurde. Seine Biographie zu dem Luftfahrt-Unternehmer Hugo Junkers blieb durch seinen Tod unvollendet.

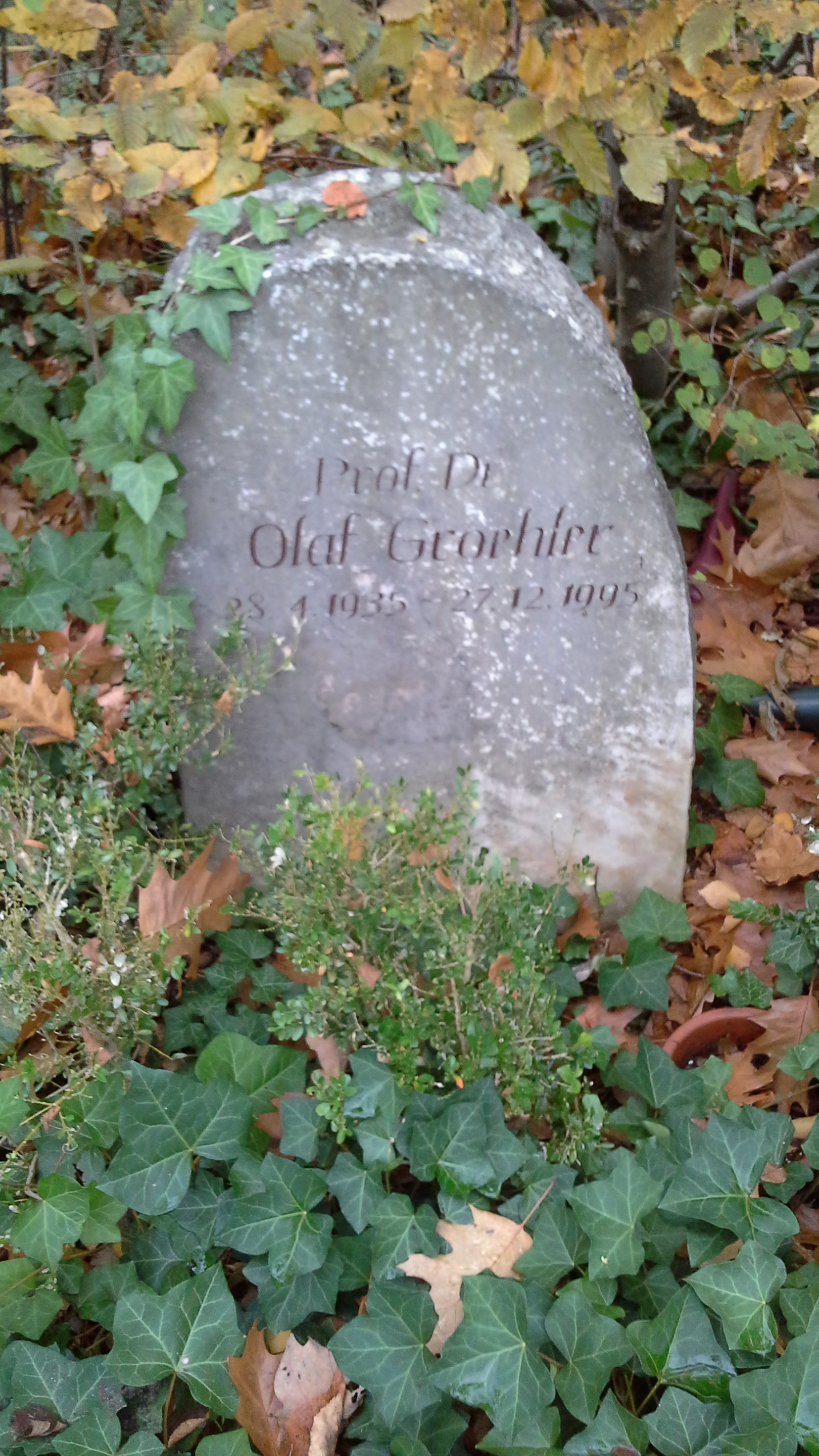
Grab Groehlers auf dem Zentralfriedhof Friedrichsfelde

Das Grab Groehlers befindet sich auf dem Berliner Zentralfriedhof Friedrichsfelde.

## Bombenkrieg gegen Deutschland
Groehlers 1988 abgeschlossene und 1990 unter dem Titel Bombenkrieg gegen Deutschland veröffentlichte umfassende Studie über den alliierten Luftkrieg gegen Deutschland löste die Forschung zum Luftkrieg aus dem engen Fokus der klassischen Militärgeschichtsschreibung und eröffnete die bis dato wenig beachtete Perspektive auf die deutsche Kriegsgesellschaft und die Heimatfront. Die empirisch ungemein dichte Studie erwies sich in der Debatte, die Jörg Friedrichs Buch Der Brand auslöste, als unverzichtbares Nachschlagewerk und stellt eine Pionierstudie für neuere Arbeiten dar. Groehlers westdeutsches Pendant Horst Boog nahm Anstoß an Groehlers Position, dass die sowjetische Luftkriegsdoktrin im Gegensatz zu den „westlich-imperialistischen“ Strategien human und fortschrittlich gewesen sei. Allerdings geht laut Nicole Kramer der Vorwurf von Thomas C. Fox in dem Aufsatz East Germany and the Bombing War zu weit, dass das Werk zu den anklagenden Darstellungen des „angloamerikanischen Luftkrieges“ gehöre. Auf die Frage, wie sich die alliierte Strategie des Morale Bombing auf die Haltung der deutschen Bevölkerung ausgewirkt hat, hat Groehler, der den Bombenkrieg selbst erlebt hat, keine Antwort.

## Jüdische Verfolgte und Antifaschismus in der SBZ und DDR
Nach der Wende beteiligte sich Groehler an kritischen Forschungen, wie die Kommunisten, die die DDR gründeten, und das ostdeutsche Regime mit der „Erblast“ des Holocaust und mit den jüdischen Verfolgten des Nationalsozialismus umging. Der Antifaschismus gehörte zu den Grundwerten der SED, zur Politik der sowjetischen Besatzungsmacht in Ost-Berlin und der SBZ und zur Staatsideologie der DDR. Politische „Kämpfer“ gegen den Nationalsozialismus und die Opfer des Faschismus (OdF) wurden geehrt, Organisationen wie die Vereinigung der Verfolgten des Naziregimes (VVN) konsequent gefördert. Groehler arbeitete heraus, wie diese Politik zunächst die „rassisch“ Verfolgten, insbesondere Juden, zunächst ausschloss und als „Opfer zweiter Klasse“ behandelte. Er sah dies als Defizite in der Aufarbeitung und Bewältigung der NS-Vergangenheit und stellte auch Antisemitismus in der DDR fest. Er bemühte sich, Wandel und Kurskorrekturen der Partei- und Regimestrategien sowie der DDR-Geschichtsschreibung aufzuzeigen. Zu dieser Thematik veröffentlichte Groehler in den frühen Neunziger Jahren Aufsätze und Sammelbände.

## Schriften

### Militärgeschichte
- Die Haltung der herrschenden Kreise der USA, Großbritanniens und Deutschlands zur politischen und militärischen Vorbereitung der zweiten Front 1943–1944. (Berlin, Humboldt-Univ., Diss., 1964).
- Zur Dialektik von Politik und Luftkrieg. Der Platz des strategischen Luftkrieges in der Theorie und Praxis der Sowjetunion und der imperialistischen Grossmächte vor und während des zweiten Weltkrieges. (Berlin, Akad. der Wiss. der DDR, Diss. B, 1972).
- Die Kriege Friedrichs II. Deutscher Militärverlag, Berlin, 1968.
- Geschichte des Luftkriegs. Militärverlag, Berlin, 1975. Mehrere, zum Teil ergänzte Auflagen bis zur 8. Auflage 1990.
- Das Ende der Reichskanzlei (= Illustrierte historische Hefte, Heft 1). Deutscher Verlag der Wissenschaften, Berlin 1976, DNB 770038891.
- Der Koreakrieg 1950 bis 1953. Das Scheitern der amerikanischen Aggression gegen die KDVR. Militärverlag, Berlin  1980
- Der lautlose Tod. Einsatz und Entwicklung deutscher Giftgase von 1914 bis 1945. Rowohlt, Reinbek bei Hamburg 1989, ISBN 3-499-18738-8 (zuerst: Verlag der Nation, Berlin (Ost) 1977).
- mit Helmuth Erfurth: Hugo Junkers. Ein politisches Essay. Militärverlag, Berlin 1989, ISBN 3-327-00677-6.
- Bombenkrieg gegen Deutschland. Akademie-Verlag, Berlin 1990, ISBN 3-05-000612-9.
- Selbstmörderische Allianz. Deutsch-russische Militärbeziehungen 1920–1941. Berlin 1992.
- Der strategische Luftkrieg und seine Auswirkungen auf die deutsche Zivilbevölkerung. In: Luftkriegsführung im Zweiten Weltkrieg. Ein internationaler Vergleich. Im Auftrag des Militärgeschichtlichen Forschungsamtes hrsg. von Horst Boog. Mittler, Herford–Bonn 1993, S. 329–349, ISBN 3-8132-0340-9.

### Holocaust, Verfolgten- und Antifaschismuspolitik und Geschichtspolitik in SBZ und DDR
- mit Ulrich Herbert: Zweierlei Bewältigung. Vier Beiträge über den Umgang mit der NS-Vergangenheit in den beiden deutschen Staaten. Ergebnisse, Hamburg 1992, ISBN 978-3-87916-020-4, darin u. a. Der Holocaust in der Geschichtsschreibung der DDR, S. 41–66.
- Zur Gedenkstättenpolitik und zum Umgang mit der „Reichskristallnacht“ in der SBZ und DDR (1945-1988). In: Schwieriges Erbe. Der Umgang mit Nationalsozialismus und Antisemitismus in Österreich, der DDR und der Bundesrepublik Deutschland. Hrsg. Werner Bergmann, Rainer Erb, Albert Lichtblau. Frankfurt a. M.: Campus 1995, S. 285–301.
- mit Mario Keßler: Die SED-Politik, der Antifaschismus und die Juden in der SBZ und der frühen DDR. Hefte zur DDR-Geschichte Nr. 26, Berlin 1995, darin Antifaschismus und jüdische Problematik in der SBZ und der frühen DDR, Kommunistisches Klassenkampfschema und Judentum, Juden als vom Nationalsozialismus Verfolgte zweiter Klasse, Judenverfolgung und -vertreibung in der frühen DDR, Verhängnisvolle Vorurteile gegen alles Jüdische: Holocaust und nationalsozialistische Judenverfolgung im Geschichtsbild der DDR.
- Erblasten. Der Umgang mit dem Holocaust in der DDR. In: Holocaust. Die Grenzen des Verstehens. Eine Debatte über die Besetzung der Geschichte. Hrsg. Hanno Loewy. Reinbek bei Hamburg 1992, S. 110–127.
- Erinnerungen an die „Reichskristallnacht“ in der SBZ und in der DDR. In: Pogromnacht und Holocaust. Frankfurt, Weimar, Buchenwald... Die schwierige Erinnerung an die Stationen der Vernichtung. Hrsg. Thomas Hofmann, Hanno Loewy, Harry Stein. Weimar, Köln, Wien 1994, S. 172–197.
- Zur Genesis der Widerstandsforschung in der Sowjetischen Besatzungszone Deutschlands und in der DDR. In: Von der Aufgabe der Freiheit. Politische Verantwortung und bürgerliche Gesellschaft im 19. und 20. Jahrhundert. Hrsg. Christian Jansen, Lutz Niethammer, Bernd Weisbrod. Berlin 1994, S. 505–516.
- Integration und Ausgrenzung von NS-Opfern. Zur Anerkennungs- und Entschädigungsdebatte in der Sowjetischen Besatzungszone Deutschlands 1945 bis 1949. In: Historische DDR-Forschung. Aufsätze und Studien. Hrsg. Jürgen Kocka. Berlin 1993, S. 105–127.
- VVN und Juden in der Sowjetischen Besatzungszone Deutschlands (1945–1949). In: Jahrbuch für Antisemitismusforschung 3, 1992, S. 282–302.
- Verfolgten- und Opfergruppen im Spannungsfeld der politischen Auseinandersetzungen in der Sowjetischen Besatzungszone und in der Deutschen Demokratischen Republik. In: Die geteilte Vergangenheit. Zum Umgang mit Nationalsozialismus und Widerstand in beiden deutschen Staaten. Hrsg. Jürgen Danyel, Berlin 1995, S. 17–30.
- „Juden erkennen wir nicht an“. In: konkret Nr. 3, 1993, S. 50–54.
- „Aber sie haben nicht gekämpft!“ In: konkret Nr. 5, Mai 1992, S. 38–44.
- Die Überlebenden des deutschen Widerstandes und ihre Verbände in der deutschen Nachkriegsgesellschaft.  In: Zeitschrift für Geschichtswissenschaft 42(7), 1994, S. 605–609.